# Programska licenca
Programska licenca je dovoljenje, s katerim avtor programa določi pogoje uporabe programa in njegovo razširjanje.

## Seznam najbolj znanih odprtokodnih programskih licenc
- GPL
- LGPL